# Шеферд, Джон
Джон Джеймс Шеферд (англ. John James Shepherd; 2 июня 1884, Бикнор — 9 июля 1954, Эстон) — британский полицейский и перетягиватель каната, чемпион и серебряный призёр летних Олимпийских игр.
Шеферд в составе команды полицейских лондонского Сити стал двукратным олимпийским чемпионом, выиграв турниры 1908 года в Лондоне и 1920 года в Антверпене. Также, на Играх 1912 он стал серебряным призёром, проиграв в единственном матче сборной Швеции.